# Geografia Estonii

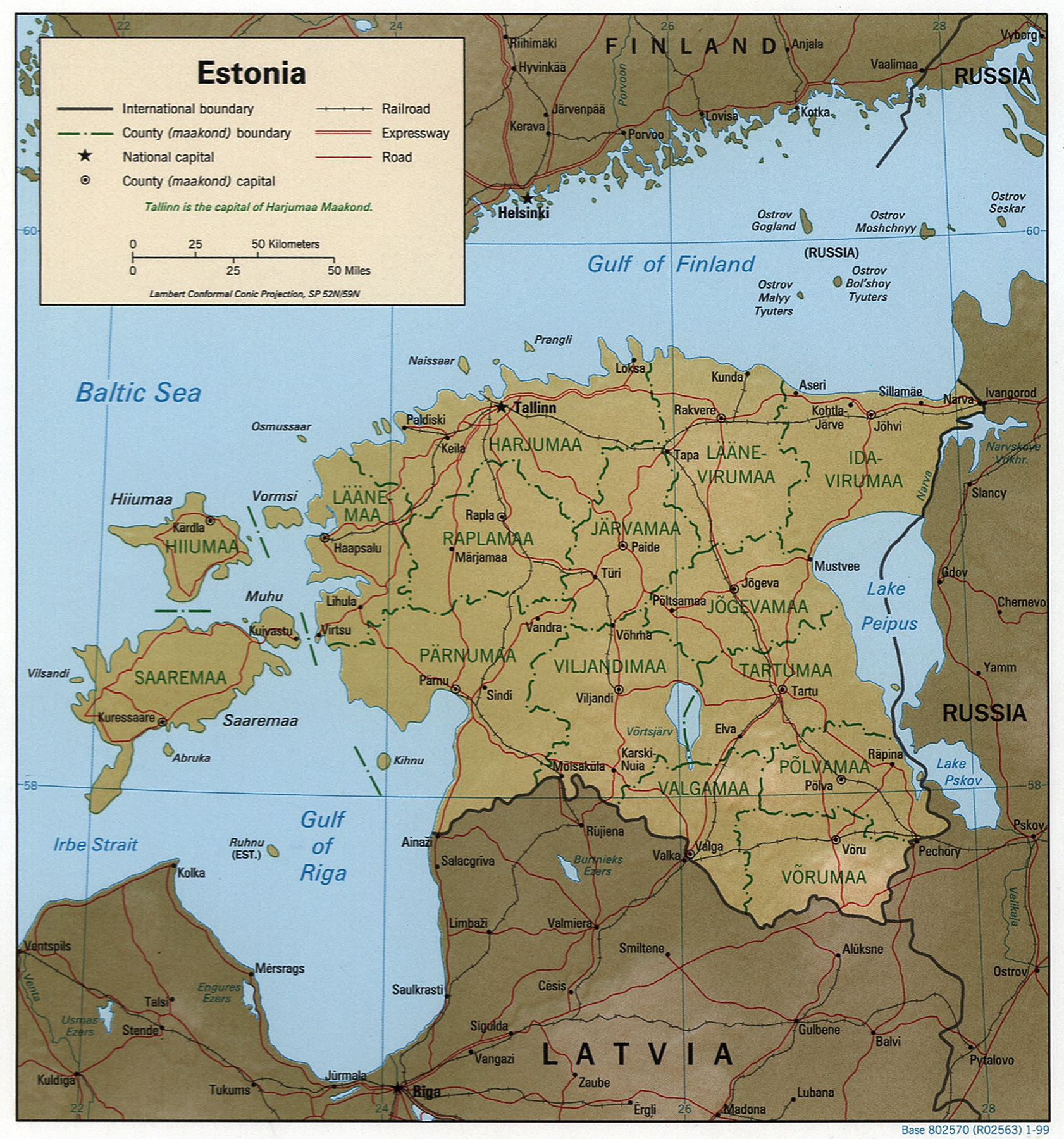
Mapa Estonii

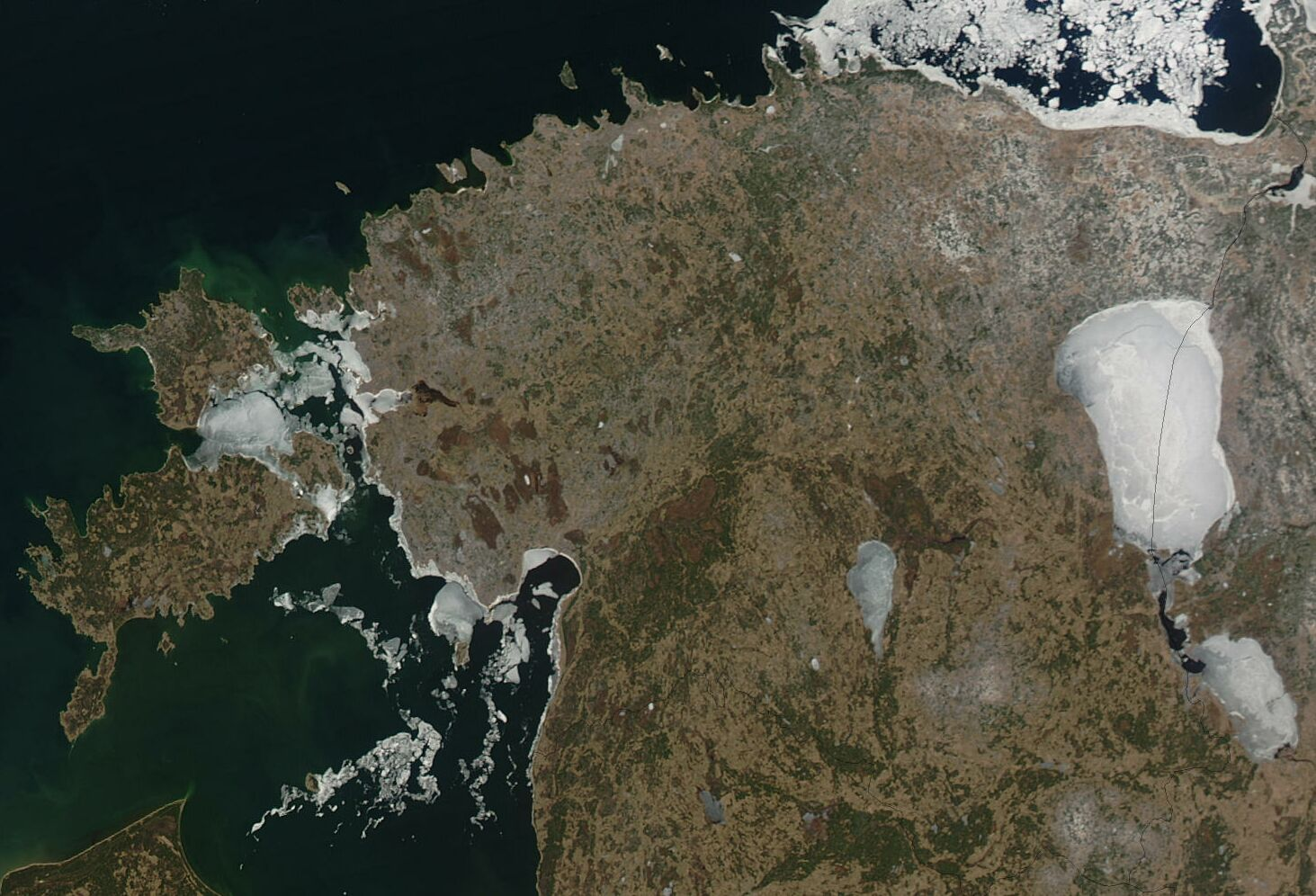
Zdjęcie satelitarne Estonii

Geografia Estonii – dziedzina nauki zajmująca się badaniem Estonii pod względem geograficznym.
Estonia jest niewielkim krajem leżącym w północno-wschodniej Europie nad Morzem Bałtyckim – jeden z trzech krajów bałtyckich, obok Litwy i Łotwy.

## Położenie, powierzchnia i granice
Estonia leży w północno-wschodniej Europie nad Morzem Bałtyckim – jest najbardziej na północ wysuniętym krajem bałtyckim . Zajmuje powierzchnię 45,228 km² (z czego wody to 2,840 km²) . Terytorium Estonii obejmuje 1520 wysp i wysepek w Zatoce Ryskiej  – dwie największe wyspy to Sarema i Hiuma o łącznej pow. 4,2 tys. km² (9,2% powierzchni kraju) .
Estonia graniczy na lądzie z dwoma państwami – Łotwą od południa i Rosją od wschodu . Łączna długość granicy lądowej wynosi 657 km (333 km z Łotwą i 324 km z Rosją) . Linia brzegowa Estonii ma długość 3794 km .
Skrajne punkty: północny na wyspie Vaindloo 59°49'17″N, południowy niedaleko wioski Naha 57°30'32″N, zachodni na wyspie Nootamaa 21°46'06″E, a wschodni w mieście Narwa 28°12'33″E .

## Ukształtowanie terenu

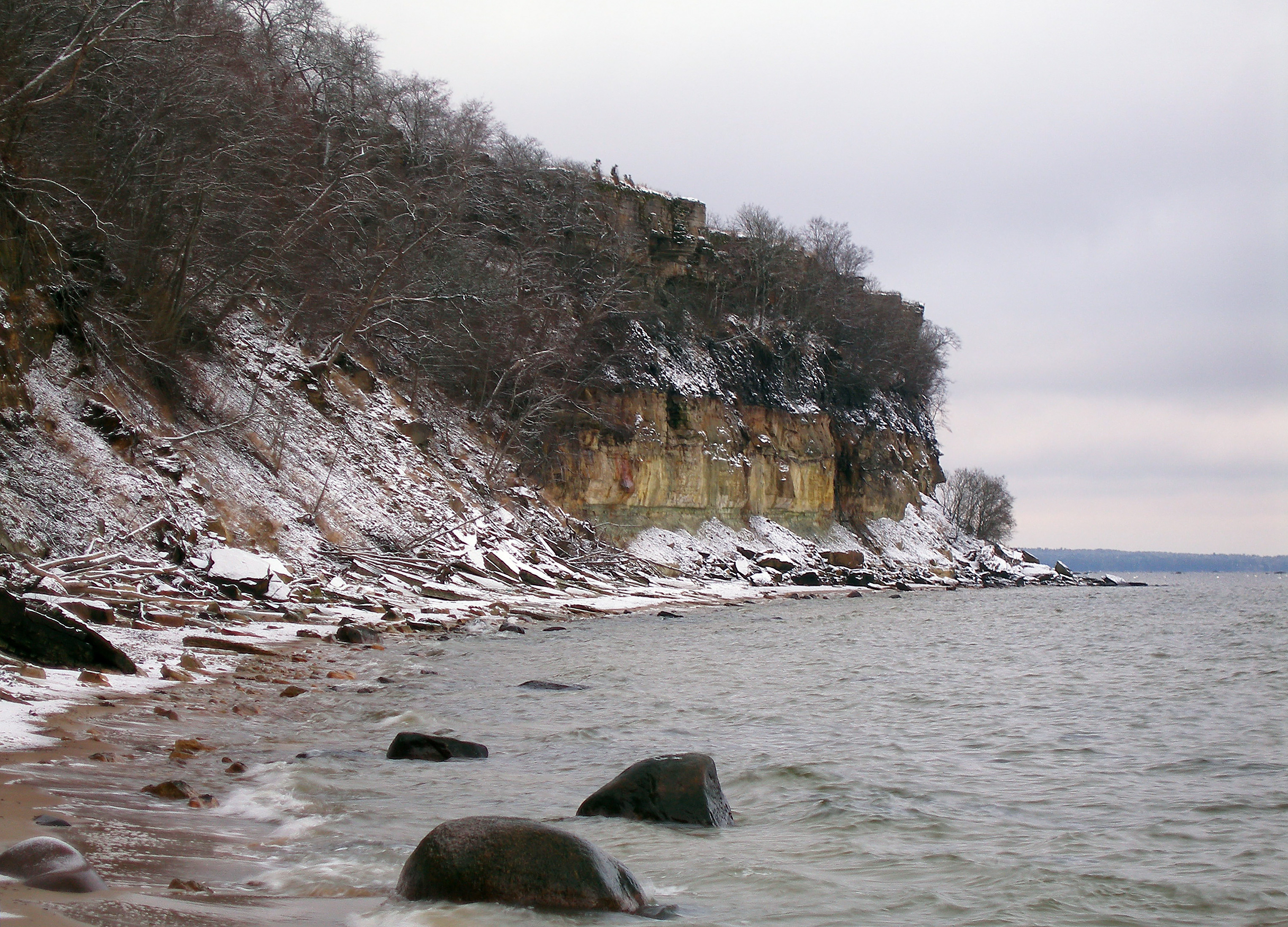
Północne wybrzeże Estonii

Estonia leży na obszarze Niżu Wschodnioeuropejskiego  i większość kraju stanowią tereny nizinne (poniżej 50 m n.p.m. ) . Średnia wysokość nad poziom morza wynosi 50 m  a jedynie ok. 10% powierzchni kraju znajduje się na wysokości powyżej 90 m .
Dominuje rzeźba polodowcowa – moreny, drumliny, ozy i jeziora polodowcowe . Na północy znajduje się wysoczyzna Pandivere (o wysokości do 166 m n.p.m.) . W północnej części kraju znajdują się płaskowyże Harju i Viru (o wysokości 30–70 m n.p.m.), które od północy graniczą z częścią klintu bałtyckiego – klintem północno-estońskim . Klint często przybiera tu formę klifu i osiąga 56 m n.p.m. we wsi Ontika .
Na południu i południowym wschodzie rozciągają się wysoczyzny, m.in. Sakala (o wysokości do 142 m n.p.m. ), Otepää (o wysokości do 217 m n.p.m. ) i Haanja (o wysokości do 318 m n.p.m.) . Najwyższym wzniesieniem w Estonii i krajach bałtyckich jest Suur Munamägi sięgające 318 m  .
W południowej części kraju leży płaskowyż Ugandi (o wysokości 40–100 m n.p.m.) ograniczony wychodniami piaskowca – od wschodu Kallaste na brzegu jeziora Pejpus i od zachodu Tamme w pobliżu jeziora Võrtsjärv .
Cała zachodnia i środkowa część kraju jest równinna i w dużej mierze zabagniona. Na zachodzie znajdują się niziny – Nizina Zachodnioestońska z wapiennymi wzgórzami o wysokości ok. 20 m n.p.m. oraz Nizina Pärnu .

## Budowa geologiczna
Większość terytorium Estonii zbudowana jest z paleozoicznych skał osadowych pokrytych osadami czwartorzędowymi . Wychodnie skał znajdują się na wybrzeżu oraz w pobliżu większych jezior i w dolinach rzek .

## Klimat
Estonia leży w strefie klimatu umiarkowanego chłodnego, cechującego się niskimi, ale w miarę łagodnymi temperaturami. Mimo bliskości ogromnych mas lądu (Rosja), klimat Estonii posiada cechy przejściowe, kraj leży na styku ścierających się mas powietrza. Są to: powietrze polarno-morskie znad Oceanu Atlantyckiego, które przynosi łagodne temperatury i polarnego (rzadko zwrotnikowego) kontynentalnego ze wschodu.
Temperatury w ciągu całego roku są stosunkowo niskie. Zimą w najzimniejszym miesiącu lutym, na wybrzeżu, oraz na wyspach średnie wartości utrzymują się na poziomie −1 – −2 °C. Izotermy zimowe mają przebieg południkowy. W zimie temperatura wody na powierzchni otwartego morza spada do +1° – +3° C, a przy brzegach, w zatokach i cieśninach − poniżej 0° C. Morze zamarza zwykle w okresie grudzień − styczeń, lód topnieje w kwietniu. Na wschodnich krańcach Estonii jest zimniej i średnie wartości wynoszą około −6 °C. Latem różnice termiczne są minimalne i w całym kraju w najcieplejszym miesiącu lipcu wartości te utrzymują cię na poziomie 17–18 °C. Temperatury powyżej 30 stopni należą do rzadkości, które z reguł zdarzają 1-3 razy w roku.
Opady atmosferyczne wynoszą od 500 mm na zachodzie do 700 mm na wzgórzach morenowych. Najwięcej opadów notuje się w okresie letnim.
W zimie braki ciepła w znacznej mierze wypełniają przepływy ciepłego powietrza z Atlantyku. Parowaniu ulega jedynie 50–60% opadów, stąd charakterystyczna dla Estonii jest nadmierna wilgotność. Pogoda w Estonii zmienia się w każdej porze roku, w związku z częstymi zmianami masy powietrznej. Nadchodzenie wilgotnego i ciepłego morskiego powietrza powoduje, w zimie pochmurną pogodę, częste odwilże, mokry śnieg i deszcz, natomiast latem ochłodzenie i deszczową pogodę. Okres wegetacyjny obejmuje od 185 dni na północy do 200 dni na południu.
| Miesiąc                                 | Sty  | Lut  | Mar  | Kwi  | Maj  | Cze  | Lip  | Sie  | Wrz  | Paź | Lis | Gru  | Roczna |
| --------------------------------------- | ---- | ---- | ---- | ---- | ---- | ---- | ---- | ---- | ---- | --- | --- | ---- | ------ |
| Rekordy maksymalnej temperatury [°C]    | -3   | -3.3 | 0.3  | 7    | 13.2 | 18.1 | 20.5 | 19.7 | 15.1 | 9   | 3.2 | -0.9 | 8,2    |
| Rekordy minimalnej temperatury [°C]     | -8.7 | -9   | -6.2 | -0.2 | 4.5  | 9.7  | 12.6 | 11.7 | 8.4  | 3.9 | -1  | -5.1 | 1,7    |
| Opady [mm]                              | 43   | 28   | 28   | 34   | 34   | 51   | 77   | 83   | 81   | 63  | 66  | 53   | 641    |
| Źródło: wetterkontor.de 27 czerwca 2019 |      |      |      |      |      |      |      |      |      |     |     |      |        |

## Wody

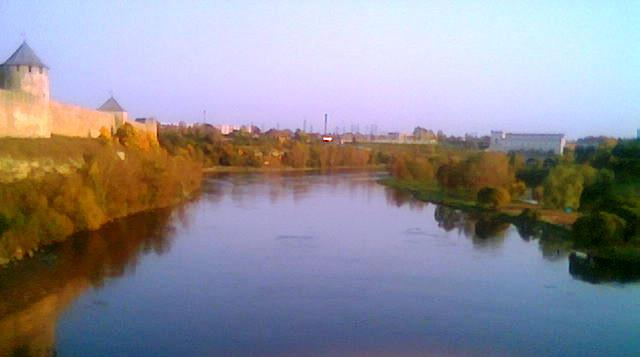
Rzeka Narwa

Sieć rzeczna kraju jest gęsta (0,2 km/km²) i wszystkie rzeki należą do zlewiska Morza Bałtyckiego. Rzeki są krótkie i niezbyt zasobne w wodę . Najwięcej rzek płynie w południowej części kraju . Do najdłuższych rzek należą Võhandu (162 km), Parnawa (140 km), Narwa (78 km), Ema i Kasari. Dla gospodarki największą rolę odgrywa Narwa, która łączy jezioro Pejpus z Zatoką Fińską. W pobliżu ujścia Narwy utworzone zostało sztuczne jezioro − Zbiornik Narewski o powierzchni 200 km², 25% owego zbiornika należy do Estonii, reszta do Rosji. Estonia posiada duże zasoby wód podziemnych. Jedną z przyczyn obfitości wód podziemnych jest przewaga ilości opadów nad ich wyparowywaniem. Taka sytuacja występuje na terenach zajmujących 20% powierzchni kraju. Tak wysoki poziom wód podziemnych można spotkać również na nizinach, czego wynikiem jest występowanie bagien. Na wyżynach wody podziemne zalegają głęboko. Na wyżynie Pandivere rozwijają się procesy krasowe, w wyniku których poziom wód podziemnych obniża się, a małe rzeki zanikają.
Estonia obfituje w jeziora, które są pozostałością po ostatnim zlodowaceniu. W kraju jest ok. 1200 jezior o powierzchni większej niż 1 ha , o łącznej powierzchni około 2200 km², co stanowi 4,7% powierzchni kraju . Największym jeziorem jest Pejpus o powierzchni 2850 km², jednak połowa powierzchni tego akwenu znajduje się w Rosji. Drugim co do wielkości jeziorem jest Jezioro Pskowskie o powierzchni 710 km². Łączna powierzchnia jezior w granicach państwa to 1615 km². Największym jeziorem leżącym wewnątrz kraju jest Võrtsjärv o powierzchni 271 km².
Najwyższym wodospadem w Estonii jest Valaste na klifie Ontika w północno-wschodniej części kraju - ma wysokość około 30 m. Inne znaczące wodospady to: Narwa, Jägala i Keila.

## Gleby
Estonia leży w strefie gleb bielicowych charakterystycznych dla lasów mieszanych. Na estońskich wyspach, oraz w północnej i północno-wschodniej części kraju tereny pokrywają mało urodzajne gleby żwirowe. Na południu kraju występują wyjałowione i ubogie w węglan wapnia gleby bielicowe. Jedynie środkowa część kraju posiada bardziej urodzajne warstwy glebowe głównie gleby morenowe. Powszechne są gleby bagienne. W Estonii północnej i zachodniej oraz na wyspach występują gleby aluwialne. Występują one szczególnie w okolicy dolnych odcinków i ujść rzek, zajmują ok. 1% terytorium.

## Flora
Formacją roślinną charakterystyczną dla tego kraju są lasy mieszane. Lasy te składają się głównie z sosny rosnącej na ubogich glebach piaszczystych, brzozy i świerka. Na obszarach, gdzie występują bardziej żyzne gleby rośnie świerk pospolity z udziałem dęba szypułkowego i innych gatunków drzew liściastych. Poza brzozami w Estonii rosną także topole i olchy. Lasy zajmują 18% powierzchni kraju. Duże obszary kraju (20%) są pokryte terenami bagiennymi i przeważnie wysokimi torfowiskami. Grubość warstwy torfu na starych bagnach może osiągać kilka metrów. Największe obszary bagienne można spotkać na równinach zachodniej i północnej Estonii. W wielu wypadkach powstały one na terenach byłych jezior. W północnej części kraju, oraz na wyspach, na wychodniach skał wapiennych rosną zarośla leszczynowo-jałowcowe.

## Fauna
Fauna Estonii jest typowa dla obszarów Europy. W lasach żyją sarny i dziki, do rzadszych gatunków należą drapieżniki: wilki i rysie. Niewielka jest także populacja niedźwiedzi brunatnych, których w Estonii żyje około 600, zwierzęta te występują w północno-wschodniej części kraju. Bogaty jest świat ptaków, gdzie występuje 330 gatunków, Estonia leży na szlaku migracyjnym różnych gatunków ptaków. Rozpowszechnione jest ptactwo morskie oraz wodne. W wodach Bałtyku żyją różne gatunki ryb, głównie szproty i śledzie bałtyckie. Ze względu na duże obszary bagien i torfowisk liczne są także płazy, głównie ropuchy, a także gady.
W 1997 było 217 chronionych obiektów zajmujących 4600 km² (10,1% powierzchni kraju).